# Genovesa

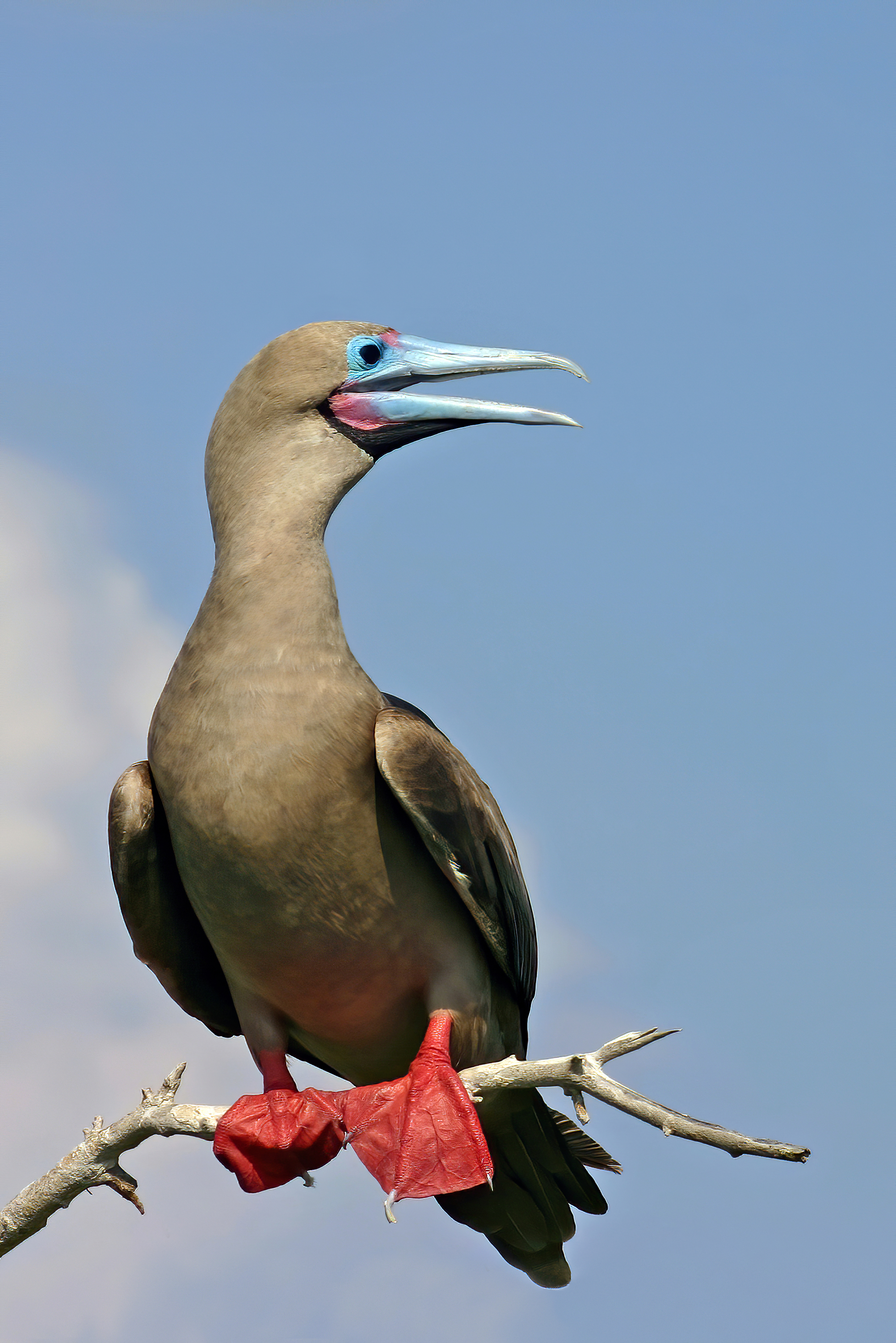
Ein typischer Inselbewohner ist der Rotfußtölpel.

Genovesa (englisch auch Tower Island) gehört zu den Galápagos-Inseln und wird aufgrund ihrer ungewöhnlichen Vogelwelt häufig besucht. Auf der 14 km² großen Insel leben viele Rotfußtölpel sowie drei Darwinfinkenarten. Daneben findet man Rotschnabel-Tropikvögel und Sturmschwalben. Die zwei Besucherplätze sind Prince Phillip’s Steps mit einem Wanderweg über die Klippen zu vielen Vogelnestern und Darwin Beach, wo man auch schnorcheln kann. 